# Cricotopus biwannulatus
Cricotopus biwannulatus är en tvåvingeart som beskrevs av Sasa och Kawai 1987. Cricotopus biwannulatus ingår i släktet Cricotopus och familjen fjädermyggor. Inga underarter finns listade i Catalogue of Life.